# サバンナ スピリット 〜ライオンたちの物語〜
『サバンナ スピリット ～ライオンたちの物語～』（英語：Pride）は、2004年イギリスのファミリー/ドラマテレビ映画。

## キャスト
※括弧内は日本語吹き替え
- スキ - ケイト・ウィンスレット（八木亜希子）
- ライナス - ルパート・グレイヴス	（関智一）
- マチーバ - ヘレン・ミレン（塩田朋子）
- ダーク - ショーン・ビーン（山路和弘）
- ハリー - ジョン・ハート（宝亀克寿）
- ラッシュ - ジム・ブロードベント	（たかお鷹）
- ジェームズ - ロビー・コルトレーン（麦人）
- フレック - マーティン・フリーマン（遠藤純一）
- エディ - クワメ・クウェイ・アルマー（高橋広樹）